# یکشنبه طولانی نامزدی
نامزدی طولانی (به فرانسوی: Un long dimanche de fiançailles یک نامزدی بسیار طولانی) فیلم عاشقانه، رمانتیک جنگی به کارگردانی ژان-پیر ژونه و با بازی اودره توتو، گاسپار اولیل، جودی فاستر و ماریون کوتیار محصول مشترک سینمای فرانسه و آمریکا در سال ۲۰۰۴ است.
داستان فیلم به جنگ جهانی اول مربوط می‌شود و در مورد پنج سرباز فرانسوی است که متهم هستند که برای گریز از جنگ خود را عمداً زخمی کرده‌اند. یکی از آنان، «مانش» (اولیل)، بی گناه‌است ولی هر پنج نفر محکوم به تیرباران می‌شوند. پس از پایان جنگ «ماتیلد» (ادری توتو) که نامزد «مانش» بوده اطلاعاتی به دست می‌آورد که ممکن است نامزدش زنده باشد و سفری طولانی را در جستجوی «مانش» در پیش می‌گیرد.
یک نامزدی بسیار طولانی برنده پنج جایزه بهترین فیلمبرداری (برونو دل‌بونل)، بهترین بازیگر نقش مکمل زن (ماریون کوتیار)، بهترین طراحی لباس (مادلین فونتین)، طراحی تولید (آلیانه بونتو)، بهترین بازیگر تازه‌کار مرد (گاسپار اولیل) در جشنواره سزار شد. این فیلم نامزد دو جایزه جایزه اسکار بهترین کارگردانی هنری و بهترین فیلمبرداری (برونوه دلبونه)، نامزد بهترین فیلم غیر انگلیسی در دو جشنواره گلدن گلوب و بفتا و برنده جایزه بهترین فیلم غیرانگلیسی اتحادیه منتقدان سینمایی شیکاگو هم شد.
هزینه تولید این فیلم ۴۷ میلیون دلار و فروش آن در سینماهای دنیا بیش از ۷۰ میلیون دلار بود.